# Élections cantonales de 2004 dans la Nièvre
Les élections cantonales ont eu lieu les 21 et 28 mars 2004.
Lors de ces élections, 16 des 32 cantons de la Nièvre ont été renouvelés. Elles ont vu la reconduction de la majorité socialiste dirigée par Marcel Charmant, président du conseil général depuis 2001.

## Résultats à l’échelle du département
Répartition départementale des résultats (2e tour).
- PS (60,05 %)
- DVG (4,71 %)
- UMP (10,81 %)
- UDF (16,12 %)
- DVD (8,32 %)

| Étiquette      | Étiquette                          | Premier tour | Premier tour | Second tour | Second tour | Sièges |
| Étiquette      | Étiquette                          | Voix         | %            | Voix        | %           | Sièges |
| -------------- | ---------------------------------- | ------------ | ------------ | ----------- | ----------- | ------ |
|                | Parti socialiste                   | 21 246       | 40,99        | 15 732      | 60,05       | 12     |
|                | Parti communiste français          | 4 327        | 8,35         |             |             |        |
|                | Divers gauche                      | 2 238        | 4,32         | 1 234       | 4,71        | 1      |
|                | Les Verts                          | 1 990        | 3,84         |             |             |        |
|                | Extrême gauche                     | 1 870        | 3,61         |             |             |        |
|                | Parti radical de gauche            | 320          | 0,62         |             |             |        |
| Gauche         | Gauche                             | 31 991       | 61,73        | 16 966      | 64,76       | 13     |
|                |                                    |              |              |             |             |        |
|                | Front national                     | 6 582        | 12,70        |             |             |        |
|                | Divers droite                      | 6 210        | 11,98        | 2 180       | 8,32        | 3      |
|                | Union pour un mouvement populaire  | 4 523        | 8,73         | 2 831       | 10,81       | 0      |
|                | Union pour la démocratie française | 2 149        | 4,15         | 4 222       | 16,12       | 0      |
| Droite         | Droite                             | 19 464       | 37,56        | 9 233       | 35,25       | 3      |
|                |                                    |              |              |             |             |        |
|                | Divers                             | 371          | 0,72         |             |             |        |
|                |                                    |              |              |             |             |        |
| Inscrits       | Inscrits                           | 84 777       | 100,00       | 43 041      | 100,00      |        |
| Abstention     | Abstention                         | 30 693       | 36,20        | 14 829      | 34,45       |        |
| Votants        | Votants                            | 54 084       | 63,80        | 28 212      | 65,55       |        |
| Blancs et nuls | Blancs et nuls                     | 2 258        | 4,17         | 2 013       | 7,14        |        |
| Exprimés       | Exprimés                           | 51 826       | 95,83        | 26 199      | 92,86       |        |

## Résultats par canton

### Canton de La Charité-sur-Loire
| Candidats      | Candidats             | Étiquette      | Premier tour | Premier tour | Second tour | Second tour |
| Candidats      | Candidats             | Étiquette      | Voix         | %            | Voix        | %           |
| -------------- | --------------------- | -------------- | ------------ | ------------ | ----------- | ----------- |
|                | Constantin Rodriguez* | PS             | 2 146        | 44,34        | 3 367       | 68,50       |
|                | Serge Martinez        | UMP            | 912          | 18,84        | 1 548       | 31,50       |
|                | Sylvestre Brunaud     | FN             | 708          | 14,63        |             |             |
|                | Marcel Gillet         | PCF            | 455          | 9,40         |             |             |
|                | Philippe Hacault      | Verts          | 403          | 8,33         |             |             |
|                | Jean-François Rameau  | EXG            | 216          | 4,46         |             |             |
|                |                       |                |              |              |             |             |
| Inscrits       | Inscrits              | Inscrits       | 8 052        | 100,00       | 8 051       | 100,00      |
| Abstention     | Abstention            | Abstention     | 2 982        | 37,03        | 2 735       | 33,97       |
| Votants        | Votants               | Votants        | 5 070        | 62,97        | 5 316       | 66,03       |
| Blancs et nuls | Blancs et nuls        | Blancs et nuls | 230          | 4,54         | 401         | 7,54        |
| Exprimés       | Exprimés              | Exprimés       | 4 840        | 95,46        | 4 915       | 92,46       |

*sortant

### Canton de Corbigny
| Candidats      | Candidats              | Étiquette      | Premier tour | Premier tour |
| Candidats      | Candidats              | Étiquette      | Voix         | %            |
| -------------- | ---------------------- | -------------- | ------------ | ------------ |
|                | Jean-Paul Magnon*      | PS             | 1 431        | 55,14        |
|                | Brigitte Freytag       | UMP            | 663          | 25,55        |
|                | Marcel Stephan         | FN             | 344          | 13,26        |
|                | Daniel Mazellier       | PCF            | 99           | 3,82         |
|                | Françoise Du Quellenec | EXG            | 58           | 2,24         |
|                |                        |                |              |              |
| Inscrits       | Inscrits               | Inscrits       | 4 010        | 100,00       |
| Abstention     | Abstention             | Abstention     | 1 299        | 32,39        |
| Votants        | Votants                | Votants        | 2 711        | 67,61        |
| Blancs et nuls | Blancs et nuls         | Blancs et nuls | 116          | 4,28         |
| Exprimés       | Exprimés               | Exprimés       | 2 595        | 95,72        |

*sortant

### Canton de Decize
| Candidats      | Candidats           | Étiquette      | Premier tour | Premier tour | Second tour | Second tour |
| Candidats      | Candidats           | Étiquette      | Voix         | %            | Voix        | %           |
| -------------- | ------------------- | -------------- | ------------ | ------------ | ----------- | ----------- |
|                | Alain Lassus        | PS             | 1 402        | 34,39        | 2 541       | 66,45       |
|                | François Perrot*    | DVG            | 1 007        | 24,70        | Retrait     | Retrait     |
|                | Hervé Cano          | UMP            | 727          | 17,83        | 1 283       | 33,55       |
|                | José Fleury         | FN             | 334          | 8,19         |             |             |
|                | Bernard Chopin      | PCF            | 256          | 6,28         |             |             |
|                | Bernadette Orphelin | Verts          | 198          | 4,86         |             |             |
|                | Denis Segonds       | EXG            | 153          | 3,75         |             |             |
|                |                     |                |              |              |             |             |
| Inscrits       | Inscrits            | Inscrits       | 6 591        | 100,00       | 6 590       | 100,00      |
| Abstention     | Abstention          | Abstention     | 2 356        | 35,75        | 2 344       | 35,57       |
| Votants        | Votants             | Votants        | 4 235        | 64,25        | 4 246       | 64,43       |
| Blancs et nuls | Blancs et nuls      | Blancs et nuls | 158          | 3,73         | 422         | 9,94        |
| Exprimés       | Exprimés            | Exprimés       | 4 077        | 96,27        | 3 824       | 90,06       |

*sortant

### Canton de Donzy
| Candidats      | Candidats        | Étiquette      | Premier tour | Premier tour |
| Candidats      | Candidats        | Étiquette      | Voix         | %            |
| -------------- | ---------------- | -------------- | ------------ | ------------ |
|                | Thierry Flandin* | DVD            | 1 337        | 62,01        |
|                | Patricia Laurent | PRG            | 320          | 14,84        |
|                | Annick Brunaud   | FN             | 277          | 12,85        |
|                | Jacqueline Blum  | PCF            | 150          | 6,96         |
|                | Luc Germain      | EXG            | 72           | 3,34         |
|                |                  |                |              |              |
| Inscrits       | Inscrits         | Inscrits       | 3 289        | 100,00       |
| Abstention     | Abstention       | Abstention     | 1 061        | 32,26        |
| Votants        | Votants          | Votants        | 2 228        | 67,74        |
| Blancs et nuls | Blancs et nuls   | Blancs et nuls | 72           | 3,23         |
| Exprimés       | Exprimés         | Exprimés       | 2 156        | 96,77        |

*sortant

### Canton de Fours
| Candidats      | Candidats                | Étiquette      | Premier tour | Premier tour |
| Candidats      | Candidats                | Étiquette      | Voix         | %            |
| -------------- | ------------------------ | -------------- | ------------ | ------------ |
|                | Gérard Genty*            | PS             | 1 311        | 50,44        |
|                | Jean-Claude Voisine      | DVD            | 562          | 21,62        |
|                | Pierrik Urbauer          | SE             | 215          | 8,27         |
|                | Floriane Descamps Martin | FN             | 202          | 7,77         |
|                | Denis Petillot           | DVD            | 144          | 5,54         |
|                | Marie-George Thirault    | PCF            | 110          | 4,23         |
|                | Charlotte Savre          | EXG            | 55           | 2,12         |
|                |                          |                |              |              |
| Inscrits       | Inscrits                 | Inscrits       | 3 745        | 100,00       |
| Abstention     | Abstention               | Abstention     | 1 061        | 28,33        |
| Votants        | Votants                  | Votants        | 2 684        | 71,67        |
| Blancs et nuls | Blancs et nuls           | Blancs et nuls | 85           | 3,17         |
| Exprimés       | Exprimés                 | Exprimés       | 2 599        | 96,83        |

*sortant

### Canton d'Imphy
| Candidats      | Candidats           | Étiquette      | Premier tour | Premier tour |
| Candidats      | Candidats           | Étiquette      | Voix         | %            |
| -------------- | ------------------- | -------------- | ------------ | ------------ |
|                | Georges Eymery*     | PS             | 2 099        | 57,76        |
|                | Bernard Daguin      | PCF            | 480          | 13,21        |
|                | Caroline Bas        | FN             | 460          | 12,66        |
|                | Karim Ghaddar       | UMP            | 353          | 9,71         |
|                | Pierre Lapeyre      | EXG            | 142          | 3,91         |
|                | Jean-Paul Mouission | SE             | 100          | 2,75         |
|                |                     |                |              |              |
| Inscrits       | Inscrits            | Inscrits       | 6 118        | 100,00       |
| Abstention     | Abstention          | Abstention     | 2 312        | 37,79        |
| Votants        | Votants             | Votants        | 3 806        | 62,21        |
| Blancs et nuls | Blancs et nuls      | Blancs et nuls | 172          | 4,52         |
| Exprimés       | Exprimés            | Exprimés       | 3 634        | 95,48        |

*sortant

### Canton de Luzy
| Candidats      | Candidats              | Étiquette      | Premier tour | Premier tour |
| Candidats      | Candidats              | Étiquette      | Voix         | %            |
| -------------- | ---------------------- | -------------- | ------------ | ------------ |
|                | Jean-Louis Rollot*     | PS             | 1 373        | 53,51        |
|                | Philippe de Laplanche  | DVD            | 736          | 28,68        |
|                | Gaston Martin          | FN             | 195          | 7,60         |
|                | Marc Le Mignon         | Verts          | 151          | 5,88         |
|                | Louise Camelle Meunier | EXG            | 58           | 2,26         |
|                | René Rousset           | PCF            | 53           | 2,07         |
|                |                        |                |              |              |
| Inscrits       | Inscrits               | Inscrits       | 3 963        | 100,00       |
| Abstention     | Abstention             | Abstention     | 1 253        | 31,62        |
| Votants        | Votants                | Votants        | 2 710        | 68,38        |
| Blancs et nuls | Blancs et nuls         | Blancs et nuls | 144          | 5,31         |
| Exprimés       | Exprimés               | Exprimés       | 2 566        | 94,69        |

*sortant

### Canton de La Machine
| Candidats      | Candidats       | Étiquette      | Premier tour | Premier tour |
| Candidats      | Candidats       | Étiquette      | Voix         | %            |
| -------------- | --------------- | -------------- | ------------ | ------------ |
|                | Daniel Barbier* | PS             | 1 856        | 55,25        |
|                | Noël Fumat      | PCF            | 552          | 16,43        |
|                | Bruno Coucaud   | UMP            | 426          | 12,68        |
|                | Jacky Larderot  | FN             | 381          | 11,34        |
|                | Michel Beguin   | EXG            | 144          | 4,29         |
|                |                 |                |              |              |
| Inscrits       | Inscrits        | Inscrits       | 5 861        | 100,00       |
| Abstention     | Abstention      | Abstention     | 2 368        | 40,40        |
| Votants        | Votants         | Votants        | 3 493        | 59,60        |
| Blancs et nuls | Blancs et nuls  | Blancs et nuls | 134          | 3,84         |
| Exprimés       | Exprimés        | Exprimés       | 3 359        | 96,16        |

*sortant

### Canton de Montsauche-les-Settons
| Candidats      | Candidats              | Étiquette      | Premier tour | Premier tour |
| Candidats      | Candidats              | Étiquette      | Voix         | %            |
| -------------- | ---------------------- | -------------- | ------------ | ------------ |
|                | Patrice Joly*          | PS             | 1 078        | 56,77        |
|                | Christian Chambeurlant | FN             | 394          | 20,75        |
|                | Guy Sarrado            | PCF            | 383          | 20,17        |
|                | Daniel Du Quellenec    | EXG            | 44           | 2,32         |
|                |                        |                |              |              |
| Inscrits       | Inscrits               | Inscrits       | 3 574        | 100,00       |
| Abstention     | Abstention             | Abstention     | 1 491        | 41,72        |
| Votants        | Votants                | Votants        | 2 083        | 58,28        |
| Blancs et nuls | Blancs et nuls         | Blancs et nuls | 184          | 8,83         |
| Exprimés       | Exprimés               | Exprimés       | 1 899        | 91,17        |

*sortant

### Canton de Nevers-Nord
| Candidats      | Candidats            | Étiquette      | Premier tour | Premier tour | Second tour | Second tour |
| Candidats      | Candidats            | Étiquette      | Voix         | %            | Voix        | %           |
| -------------- | -------------------- | -------------- | ------------ | ------------ | ----------- | ----------- |
|                | Jean-Louis Balleret  | PS             | 2 346        | 43,49        | 3 702       | 67,80       |
|                | Bruno Franchini      | UDF            | 1 113        | 20,63        | 1 758       | 32,20       |
|                | Claude Le Bris       | FN             | 650          | 12,05        |             |             |
|                | Jean-Marie Perrelet  | PCF            | 427          | 7,92         |             |             |
|                | Anaïs Hubert         | Verts          | 405          | 7,51         |             |             |
|                | Franck Truchon       | EXG            | 176          | 3,26         |             |             |
|                | Sébastien Allemandou | DVG            | 146          | 2,71         |             |             |
|                | Alain Keck           | DVG            | 131          | 2,43         |             |             |
|                |                      |                |              |              |             |             |
| Inscrits       | Inscrits             | Inscrits       | 9 066        | 100,00       | 9 066       | 100,00      |
| Abstention     | Abstention           | Abstention     | 3 435        | 37,89        | 3 221       | 35,53       |
| Votants        | Votants              | Votants        | 5 631        | 62,11        | 5 845       | 64,47       |
| Blancs et nuls | Blancs et nuls       | Blancs et nuls | 237          | 4,21         | 385         | 6,59        |
| Exprimés       | Exprimés             | Exprimés       | 5 394        | 95,79        | 5 460       | 93,41       |

### Canton de Nevers-Est
| Candidats      | Candidats                 | Étiquette      | Premier tour | Premier tour |
| Candidats      | Candidats                 | Étiquette      | Voix         | %            |
| -------------- | ------------------------- | -------------- | ------------ | ------------ |
|                | Marcel Charmant*          | PS             | 1 688        | 50,87        |
|                | Régis de la Croix Vaubois | FN             | 578          | 17,42        |
|                | François Laballery        | UMP            | 448          | 13,50        |
|                | Brice Roux                | Verts          | 220          | 6,63         |
|                | Agathe Bazin              | PCF            | 200          | 6,03         |
|                | Genevieve Lemoine         | EXG            | 184          | 5,55         |
|                |                           |                |              |              |
| Inscrits       | Inscrits                  | Inscrits       | 5 978        | 100,00       |
| Abstention     | Abstention                | Abstention     | 2 495        | 41,74        |
| Votants        | Votants                   | Votants        | 3 483        | 58,26        |
| Blancs et nuls | Blancs et nuls            | Blancs et nuls | 165          | 4,74         |
| Exprimés       | Exprimés                  | Exprimés       | 3 318        | 95,26        |

*sortant

### Canton de Nevers-Sud
| Candidats      | Candidats                  | Étiquette      | Premier tour | Premier tour | Second tour | Second tour |
| Candidats      | Candidats                  | Étiquette      | Voix         | %            | Voix        | %           |
| -------------- | -------------------------- | -------------- | ------------ | ------------ | ----------- | ----------- |
|                | Yvette Morillon            | PS             | 2 888        | 39,64        | 4 867       | 66,39       |
|                | Martine Mazoyer            | UDF            | 1 036        | 14,22        | 2 464       | 33,61       |
|                | Amélie de la Croix Vaubois | FN             | 991          | 13,60        |             |             |
|                | Gérard Montagne            | UMP            | 776          | 10,65        |             |             |
|                | Christian Lebatteur        | PCF            | 673          | 9,24         |             |             |
|                | Céline Notebaert           | Verts          | 613          | 8,41         |             |             |
|                | Dominique Dupuis           | EXG            | 308          | 4,23         |             |             |
|                |                            |                |              |              |             |             |
| Inscrits       | Inscrits                   | Inscrits       | 12 467       | 100,00       | 12 423      | 100,00      |
| Abstention     | Abstention                 | Abstention     | 4 905        | 39,34        | 4 539       | 36,54       |
| Votants        | Votants                    | Votants        | 7 562        | 60,66        | 7 884       | 63,46       |
| Blancs et nuls | Blancs et nuls             | Blancs et nuls | 277          | 3,66         | 553         | 7,01        |
| Exprimés       | Exprimés                   | Exprimés       | 7 285        | 96,34        | 7 331       | 92,99       |

### Canton de Prémery
| Candidats      | Candidats        | Étiquette      | Premier tour | Premier tour | Second tour | Second tour |
| Candidats      | Candidats        | Étiquette      | Voix         | %            | Voix        | %           |
| -------------- | ---------------- | -------------- | ------------ | ------------ | ----------- | ----------- |
|                | Jacques Legrain* | PS             | 740          | 34,04        | 1 255       | 56,35       |
|                | Alexis Plisson   | DVD            | 430          | 19,78        | 972         | 43,65       |
|                | Gérard Baussac   | FN             | 317          | 14,58        |             |             |
|                | Danièle Auclin   | UMP            | 218          | 10,03        |             |             |
|                | Éric Guyot       | DVG            | 206          | 9,48         |             |             |
|                | Paul Rio         | PCF            | 190          | 8,74         |             |             |
|                | Philippe Simon   | EXG            | 73           | 3,36         |             |             |
|                |                  |                |              |              |             |             |
| Inscrits       | Inscrits         | Inscrits       | 3 447        | 100,00       | 3 440       | 100,00      |
| Abstention     | Abstention       | Abstention     | 1 214        | 35,22        | 1 079       | 31,37       |
| Votants        | Votants          | Votants        | 2 233        | 64,78        | 2 361       | 68,63       |
| Blancs et nuls | Blancs et nuls   | Blancs et nuls | 59           | 2,64         | 134         | 5,68        |
| Exprimés       | Exprimés         | Exprimés       | 2 174        | 97,36        | 2 227       | 94,32       |

*sortant

### Canton de Saint-Saulge
| Candidats      | Candidats          | Étiquette      | Premier tour | Premier tour |
| Candidats      | Candidats          | Étiquette      | Voix         | %            |
| -------------- | ------------------ | -------------- | ------------ | ------------ |
|                | Bernadette Larive* | DVD            | 1 025        | 54,75        |
|                | Michel Bertin      | PS             | 439          | 23,45        |
|                | Félix Courtoux     | FN             | 220          | 11,75        |
|                | Claudia Germain    | EXG            | 66           | 3,53         |
|                | Rachid Leslous     | PCF            | 66           | 3,53         |
|                | Alain Rottemberg   | SE             | 56           | 2,99         |
|                |                    |                |              |              |
| Inscrits       | Inscrits           | Inscrits       | 2 696        | 100,00       |
| Abstention     | Abstention         | Abstention     | 731          | 27,11        |
| Votants        | Votants            | Votants        | 1 965        | 72,89        |
| Blancs et nuls | Blancs et nuls     | Blancs et nuls | 93           | 4,73         |
| Exprimés       | Exprimés           | Exprimés       | 1 872        | 95,27        |

*sortant

### Canton de Tannay
| Candidats      | Candidats          | Étiquette      | Premier tour | Premier tour |
| Candidats      | Candidats          | Étiquette      | Voix         | %            |
| -------------- | ------------------ | -------------- | ------------ | ------------ |
|                | Philippe Nolot*    | DVD            | 950          | 56,25        |
|                | Françoise Moulinot | PS             | 449          | 26,58        |
|                | Paul Perrier       | FN             | 200          | 11,84        |
|                | Jean Charriot      | PCF            | 53           | 3,14         |
|                | Sophie Castello    | EXG            | 37           | 2,19         |
|                |                    |                |              |              |
| Inscrits       | Inscrits           | Inscrits       | 2 449        | 100,00       |
| Abstention     | Abstention         | Abstention     | 690          | 28,17        |
| Votants        | Votants            | Votants        | 1 759        | 71,83        |
| Blancs et nuls | Blancs et nuls     | Blancs et nuls | 70           | 3,98         |
| Exprimés       | Exprimés           | Exprimés       | 1 689        | 96,02        |

*sortant

### Canton de Varzy
| Candidats      | Candidats      | Étiquette      | Premier tour | Premier tour | Second tour | Second tour |
| Candidats      | Candidats      | Étiquette      | Voix         | %            | Voix        | %           |
| -------------- | -------------- | -------------- | ------------ | ------------ | ----------- | ----------- |
|                | Michel Noël*   | DVD            | 1 026        | 43,31        | 1 208       | 49,47       |
|                | Lucien Larive  | DVG            | 748          | 31,57        | 1 234       | 50,53       |
|                | Claude Heraud  | FN             | 331          | 13,97        |             |             |
|                | Josiane Magny  | PCF            | 180          | 7,60         |             |             |
|                | Christiane Dur | EXG            | 84           | 3,55         |             |             |
|                |                |                |              |              |             |             |
| Inscrits       | Inscrits       | Inscrits       | 3 471        | 100,00       | 3 471       | 100,00      |
| Abstention     | Abstention     | Abstention     | 1 040        | 29,96        | 911         | 26,25       |
| Votants        | Votants        | Votants        | 2 431        | 70,04        | 2 560       | 73,75       |
| Blancs et nuls | Blancs et nuls | Blancs et nuls | 62           | 2,55         | 118         | 4,61        |
| Exprimés       | Exprimés       | Exprimés       | 2 369        | 97,45        | 2 442       | 95,39       |

*sortant